# Bengt Norborg
Bengt Lars Wilhelm Norborg, född 31 december 1958 i Engelbrekts församling i Stockholm, är en svensk TV-journalist och programledare. Han har sedan 1988 arbetat som utrikesreporter vid Sveriges Television och har varit stationerad som korrespondent i Mellanöstern, Asien, USA och på Balkan under kriget i Bosnien. Vintern 1996 var han, tillsammans med journalisten Tonchi Percan och fotografen Gunnar Hansen, först att berätta om Bosniens största massgrav. Platsen var byn Tomasica i nordvästra Bosnien där avrättade bosniaker och kroater dumpades i en massgrav som först 20 år senare grävdes upp ur de s k "Dödens fält".  
I december 2022 utsågs Norborg till den nya tjänsten som utrikeskorrespondent i Ukraina, efter att ha rapporterat om Rysslands anfallskrig på plats i Ukraina sedan dess början. Norborg var tillsammans med fotograf Emil Larsson bland de första journalisterna som kom in Butja utanför Kyiv efter det att ryssarna tvingats bort i april 2022. Reportagen i SVT:s nyhetsprogram om tortyren och morden i Butja och Borodjanka blev de första tydliga exemplen på ryssarnas krigsbrott i Ukraina. Norborg och Larsson har bevakat kriget sedan invasionen. Han har tidigare varit programledare för SVT:s utrikesmagasin Korrespondenterna och Åtta Dagar. Han har gjort dokumentärfilmer från bland annat Albanien, Kuba, USA, Burma, Venezuela, Centralamerika och Ukraina. Han har också porträtterat författaren Stig Larsson i Livet enligt Stig Larsson och artisten Loreen i Livet enligt Loreen.
Norborg har prisats två gånger vid New York Festivals för dokumentärerna om Kuba och USA . Från Bill till Barack producerades ihop med Folke Rydén och filmen Socialism eller Döden väckte uppseende och visades i ett flertal länder.  
Han har gett ut böckerna Fakta om Polen (1991) och Fakta om Chile (1992).
Han är sonson till Sigfrid Norborg, sonsons son till Lars Norborg och syssling till Kerstin Norborg.